# Герсдорфіт

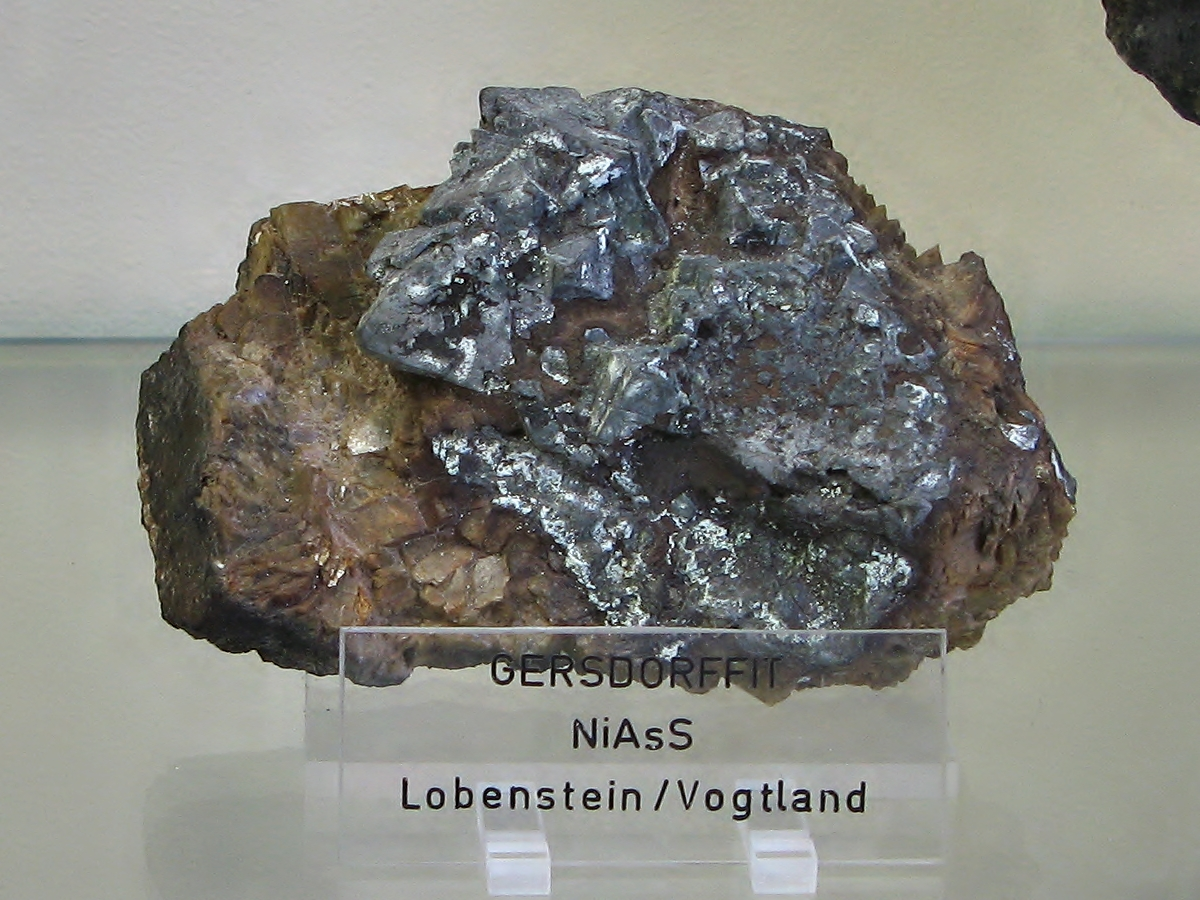
Герсдорфіт

Герсдорфіт (рос. герсдорфит; англ. gersdorffite; нім. Gersdorffit m) — мінерал, сульфід-арсенід нікелю, група кобальтиту. Руда нікелю.

## Етимологія та історія
Мінерал був знайдений в 1845 році поблизу Шладмінг в Австрії. Названий на честь гірничого спеціаліста і підприємця у Йоганна фон Гердорфа (1781–1849), власника шахти, де мінерал був знайдений.

## Загальний опис
Хімічна формула: NiAsS; Ni може заміщуватися Fe та Co. As заміщується Sb. Сингонія кубічна. Кристали октаєдричні, кубооктаедричні або пентагондодекаедричні. Зустрічаються пластинчасті та зернисті агрегати. Твердість 5,5. Густина 5,9. Блиск металічний, срібний до сіро-сталевого. Тьмяний. Риса сірувато-чорна. Крихкий. Непрозорий. Добрий провідник електрики. Ізотропний.
Асоціація: нікелін, нікель-скутерудит, кобальтит, ульманіт, маухерит, льолінгіт,
мінерали платинової групи, мілерит, пірит, марказит, халькопірит.
Різновиди: β-ґерсдорфіт (відміна ґерсдорфіту, яка містить арсену більше, ніж сірки).

## Поширення
Утворюється у гідротермальних жилах при середніх температурах, де знаходиться разом з іншими сульфідами та нікелевими мінералами. Зустрічається з арсенідами нікелю та кобальту.
Знайдений в районі Шладмінгу та в Ольсі, Фрайзах, Каринтія (Австрія). У Німеччині (Північний Рейн-Вестфалія, Тюрингія, Гессен, гори Гарц та ін.), Словаччині, Шотландії, Ірландії, США (штат Монтана), Канаді (провінція Онтаріо), Болівії (Кочабамба), Марокко, Південній Австралії. В Україні зустрічається в складі нікелевих руд, зокрема, в середньому Подніпров’ї.